# Кання
Кання — река в России, протекает в Маловишерском районе Новгородской области. Река вытекает из озера Кривое и течёт на юго-восток, после впадения Сохлой поворачивает на восток. Устье реки находится в 18 км по правому берегу реки Каширка. Длина реки составляет 13 км.
В 3,3 км от устья, по правому берегу реки впадает река Сохлая.

## Данные водного реестра
По данным государственного водного реестра России относится к Балтийскому бассейновому округу, водохозяйственный участок реки — Мста без р. Шлина от истока до Вышневолоцкого г/у, речной подбассейн реки — Волхов. Относится к речному бассейну реки Нева (включая бассейны рек Онежского и Ладожского озера).
Код объекта в государственном водном реестре — 01040200212102000021282.